# Rhogepeolus plumbeus
Rhogepeolus plumbeus är en biart som först beskrevs av Adolpho Ducke 1911.  Rhogepeolus plumbeus ingår i släktet Rhogepeolus och familjen långtungebin. Inga underarter finns listade i Catalogue of Life.